# 共价键
共价键（英語：covalent bond）是种化学键。两粒或以上非金屬原子共同使用它们的外层电子（除砷化鎵），在理想情况下达到电子饱和的状态，由此组成比较稳定和坚固的化学结构。与离子键不同，它们并没有获得或损失电子，进入共价键的原子向外不显示电荷。共价键的强度比氢键强，比离子键小。同一種元素的原子或不同元素的原子都可以通過共價鍵結合，一般共價鍵結合的產物是分子，在少數情況下也可以形成晶體。又稱為共價鏈。
吉爾伯特·路易斯于1916年最早提出「共价键」這一概念。他認為——在简单原子轨道模型中，要形成共价键的原子必須互相提供电子（一個或多個）從而組成電子對，電子對則扮演了共價鍵的角色，而形成共價鍵後的原子共同擁有那對電子對。
在量子力学中，最早的共价键形成的解释是由电子的复合而构成完整的轨道来解释的。第一件量子力学共价键模型是1927年提出，当时人们还只能计算最简单的共价键：氢气分子的共价键。今天的计算表明，原子间的距离非常近时，它们的电子轨道会相互作用而形成整粒分子共用的电子轨道。

## 吸引和排斥
共价键中，以共价键連接的原子吸引共用的电子，使这些原子结合在一起。虽然其原子核之间和电子之间會因电荷相同而互相排斥，但原子核间的电子會减弱这些排斥作用，而电子与原子核间的相互作用更强。

共用的电子受原子核的吸引（4绿线） 

## 电子饱和
按照简单的电子壳模型，原子的外层电子在达到饱和状态下最稳定。对大多数原子来说，外层电子数为8时它们达到饱和，即“八隅體”。这时它们的外层电子数与同周期的惰性气体元素的外层电子数相同。
以氯化氢为例，在氯化氢分子中氢原子并没有将它的外层电子交给氯原子。而是两粒原子共用一对外层电子而达到饱和状态。

## 键参数
键参数，是可以用於描述共价键性质的物理量的統稱，參數詳情可見於下列条目：

## 例子

### 氧分子
氧原子的外层电子数为6，这六粒电子中的四粒组成两对，其它两粒单独存在。
这两粒单独的电子与另一粒原子中相应的单独电子结合组成两對新的共用电子对，由此达到电子饱和状态。
注意：此處的氧分子模型是简化模型，实际上的氧分子要比这里描述的要复杂得多，因为这6粒外层电子分布在不同的轨道上，所以它们不能形成这样简单的电子对。在实际之中，氧分子有3对共用的电子对和2粒单独的电子。

## 分类
共价键是电子雲的重叠，所以共价键最本质的分类方式就是它们的重叠方式。现在已知有3种重叠方式，分别称作：
- σ键
- π键
- δ键

在有机化合物中，通常把共价键以其共用的电子对数分为單鍵、雙鍵以及叄鍵。单键是一根σ键；双键和叄鍵都含一根σ键，其余1根或2根是π键。
但无机化合物不用此法。原因是，无机化合物中经常出现的共轭体系（离域π键）使得某两粒原子之间共用的电子对数很难确定，因此无机物中常取平均键级，作为键能的粗略标准。
共价键还可以分为极性共价键和非极性共价键

## 极性共价键
假如组成共价键的原子的电负度不同，那么其中一粒原子核可能吸引共用的电子对，电子对在分子中的分布也不相等，电子较集中的地方显负性，电子较稀疏的地方显正性。这样整粒分子就会显示出一定的极性。分子的电极的分布除其原子的电负性外还与其分子的组成有关。

## 网状共价键

根據量子力學理論，共價鍵是由電子雲重疊形成。如圖所示，两個氢原子的1s電子雲部分重疊，就形成了H-H共價鍵。

网状共价键（Network covalent bonding）是原子晶体的主要化学键，是晶体结构的主要连接键。
网状共价键是共价键中的一种，它所形成的物质不是一粒粒的分子，而是大的原子晶体。网状共价键的连接之力很强，若想使键断开则需要有很大的能量，所以以网状共价键作为化学键的物质的熔点和沸点都较高、硬度也很大，最典型的例子之一就是金刚石。

## 配位键
配位键（又稱配位共價鍵）是特殊的共价键，它的特点在于共用的一对电子出自同一原子。形成配位键的条件是，一粒原子有孤电子对，而另一粒原子有空轨道。配位化合物，尤其是过渡金属配合物，种类繁多，用途广泛，现已形成配位化学。

## 外部連結
- Covalent Bonds and Molecular Structure （页面存档备份，存于）
- Structure and Bonding in Chemistry—Covalent Bonds